# Aviemore
Aviemore (skotsk gaeliska: An Aghaidh Mhòr) är en stad och turistort i Skottland i Storbritannien, belägen i de skotska högländerna. Folkmängden uppgår till cirka 3 000 invånare. Den fungerar bland annat som vintersportort och som en central plats för bergsvandringar. Världsmästerskapen i orientering 1976 anordnades här.
Bryggeriet Cairngorm Brewery ligger i Aviemore.